# Método Gutmann
El Método Gutmann   es un algoritmo para eliminar de forma segura el contenido de un disco duro u otro medio de almacenamiento magnético. 
Este algoritmo fue diseñado por Peter Gutmann y Colin Plumb. Su funcionamiento consiste en escribir sobre los datos originales una serie de 35 diferentes patrones de tal forma que sea extremadamente difícil (para efectos prácticos, imposible) saber el contenido original.
Los patrones a ser empleados suponen que el usuario desconoce la forma de codificación de la información en el medio magnético, por lo cual incluye patrones específicos para tres tipos de discos duros. Si el usuario conoce qué codificación utilizara el disco duro, puede especificarlo.
En la actualidad los discos duros ya no utilizan los métodos de codificación (MFM/RLL) para los cuales fue diseñado el Método de Gutmann. Peter Gutmann, en su ensayo original, informa que para estos discos (PRML/EPRML) solamente es necesario escribir un par de veces datos aleatorios sobre los originales para evitar la recuperación de la información original.
En 1996, cuando este método fue desarrollado, fue posible utilizar un osciloscopio digital para recuperar los datos después de 8 sobreescrituras de estos. Hoy en día, al contar con una mayor densidad de datos sobre la superficie de los discos duros, el número de sobreescrituras necesarias ha disminuido considerablemente.
Escribir de forma aleatoria no es la solución en los discos duros antiguos, ya que muchas veces la secuencia escrita no altera totalmente el campo magnético, posibilitando la recuperación de los datos originales.
Cabe mencionar que la gran mayoría de los sistemas operativos en la actualidad, al eliminar un archivo, por defecto, lo marcan como eliminado, y la zona que contiene los datos como vacía, pero en realidad los datos quedan sin ser alterados en el soporte físico que los contiene. Estos datos quedarán en el soporte físico hasta que algún otro archivo utilice este espacio marcado como vacío. Mientras ningún otro archivo modifique estos datos, el archivo eliminado podrá ser recuperado.